# Aeronca L-3 Grasshopper
Pour les articles homonymes, voir L-3.
L'Aeronca L-3 Grasshopper est un monoplan à aile haute d'observation d'artillerie et de liaison américain de la Seconde Guerre mondiale. C'est l'aboutissement d'une série de biplaces en tandem dérivée des Aeronca 50 Chief et Aeronca 65 Chief.

## Conception
Le 27 décembre 1938 le Président Franklin D. Roosevelt annonça au cours d’une conférence de presse qu’il avait signé un projet visant à donner une formation de pilote à 20 000 étudiants par an. Le Civilian Pilot Training Program (CPTP) fut lancé début 1939, le gouvernement américain payant à chaque élève pilote une formation de 72 heures au sol et entre 35  et   50 heures de vol. Les commandes d’avions léger d’école se multiplièrent donc, mais les instructeurs préféraient les avions en tandem. Pour rivaliser avec le Piper Cub James Weagle dessina donc un fuselage biplace en tandem pour l'Aeronca 50 Chief (série T). L'Aeronca 50TC Tandem, toujours à moteur Continental de 50 ch, fut certifié en 1939 (ATC-728). Il donna naturellement lieu à une version 65 ch Aeronca 65C. Entre ces deux modèles l’Aeronca 60 fut construit à 118 exemplaires avec un moteur Franklin ou Lycoming de 60 ch.
Le Civilian Pilot Training Program prenant un nouvel élan en 1940, on vit apparaitre l'Aeronca 65TAC Defender, dont le siège arrière était relevé de 23 cm pour une meilleure visibilité vers l’avant de l’instructeur.
Quatre Aeronca 65 TAL Defender à moteur Lycoming furent évalués en 1941 par l’USAAC en 1941 comme YO-58 puis commandé en série comme appareil d’observation et de liaison sous la désignation O-58 Grasshopper avec un vitrage de cabine sensiblement plus important et un moteur Continental O-170-3 (en) de 65 ch. Ils devinrent en 1942 L-3 Grasshopper, la catégorie « O » (Observation) étant remplacée par la catégorie « L » (Light ou Liaison). 1439 L-3 furent commandés par l’USAAC, qui prit également en compte 48 appareils civils réquisitionnés.

## D'un modèle à l'autre
- Aeronca 50TC Tandem : Premier biplace en tandem proposé par Aeronca, 16 exemplaires construits avec un moteur Continental de 50 ch.
- Aeronca 50TL Tandem : Similaire au précédent, 33 exemplaires à moteur Lycoming de 50 ch.
- Aeronca 60TF Tandem : Similaire au 50TC, mais avec un moteur Franklin de 60 ch.
- Aeronca 60TL Tandem : Le précédent avec moteur Lycoming de 60 ch.
- Aeronca 65TC Tandem : Version 65 ch de l'Aeronca 50TC apparue en 1940, 112 exemplaires construits. 12 seront réquisitionnés par l’USAAC comme L-3E et 1 comme L-3J.
- Aeronca 65TAC Defender : 154 Aeronca TC destinés aux programmes CPTP et CAP.
- Aeronca 65TF Tandem : Similaire au 65TC mais moteur Franklin 4AC de 65 ch, 59 exemplaires construits. Onze seront réquisitionnés par l’USAAC comme L-3D.
- Aeronca 65TAF Defender : 115 65TF pour les programmes CPTP et CAP.
- Aeronca 65TL Tandem : Version 65 ch à moteur Lycoming O-145, 299 exemplaires construits, dont un réquisitionné durant la guerre comme L-3H.
- Aeronca 65TAL Defender : 100 65TL pour les programmes CPTP et CAP.
- YO-58 Grasshopper: 4 Aeronca 65TC commandés par l’USAAC [42-456/459] pour essais comparatifs avec les Taylorcraft O-57 et Piper Cub au cours de manœuvres en Louisiane puis au Texas au cours de l’été 1941. Il se distinguait du 65TC par une gouverne compensée (comme le 65TAC), le report des pédales de frein à l’avant, un générateur 6 volts entraîné par éolienne, un équipement radio RCA et un vitrage agrandi à l’arrière. La désignation constructeur était Aeronca TCA. L’équipement radio occupant une place importante à l’arrière, cet appareil était en principe utilisé en monoplace. Le 42-548 existe toujours, il était en restauration en 2006.
- O-58 : 50 appareils identiques au 65LA [43-2809/2858] rebaptisés L-3 avant livraison.
- O-58A : 20 Aeronca 65TL de série commandés par l’USAAC [42-7793/7812] en attendant la livraison des premiers O-58 à verrière allongée.
- O-58B : Verrière allongée, équipement électrique et radio. Destiné aux missions de liaison, de transport léger et d’observation du champ de bataille, le L-3 fut déclaré inapte à utilisation opérationnelle avant l’entrée en guerre des États-Unis (on a parlé d’une tendance à la vrille en virage serré à gauche) et relégué aux missions d'entraînement et de servitude. Aucun L-3 n’aurait donc du quitter le territoire américain, mais il semble que quelques exemplaires aient été expédiés en Afrique du Nord et mis à la disposition des forces françaises.
- L-3 Grasshopper : Redésignation des O-58 en 1942.
- L-3A Grasshopper : Redésignation des O-58A en 1942.
- L-3B Grasshopper : 875 appareils commandés initialement comme O-58B [42-14713/14797, -36075/36324, -38458/38497, 43-26754/27253].
- L-3C Grasshopper: 490 appareils allégés et non équipés de radio, mais avec un fuselage élargi de 5 cm pour permettre aux pilotes d’utiliser leurs parachutes. 253 appareils supplémentaires furent achevés comme TG-5.
- L-3D : Onze 65TAF réquisitionnés.
- L-3E : Douze 65TAC réquisitionnés.

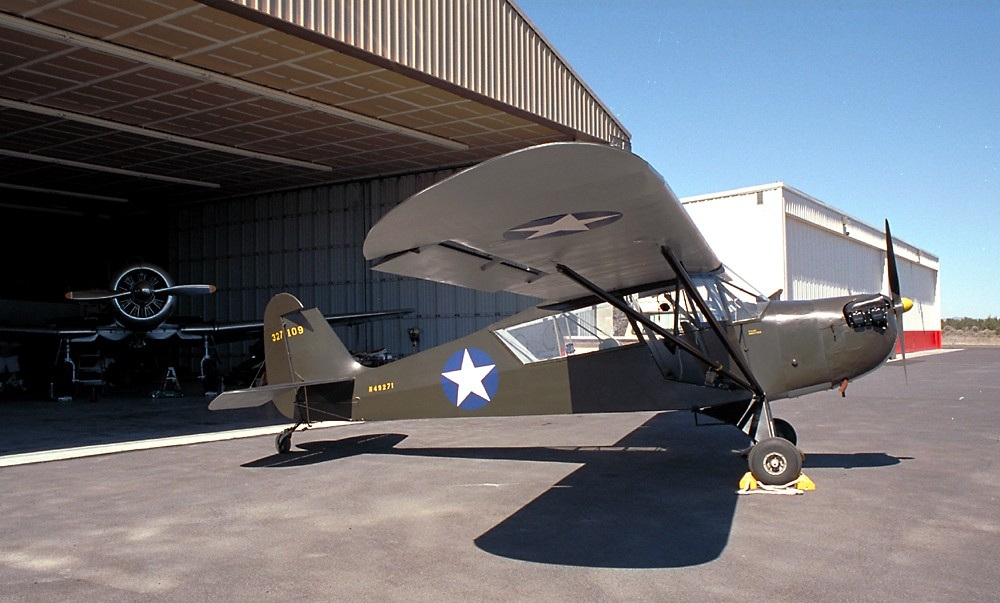
Aeronca O-58B en (L-3B)

- L-3F : Dix-neuf 65CA Super Chief réquisitionnés.
- L-3G : Quatre 65LB Super Chief réquisitionnés.
- L-3H : Un 65TL réquisitionné.
- L-3J : Un 65TC réquisitionné.
- TG-5 : 250 monoplans Aeronca commandés par l’USAAC comme L-3C furent achevés comme planeurs triplace d’école, un troisième passager remplaçant le moteur à l’avant du fuselage. Ces planeurs devaient assurer la formation des pilotes des planeurs d'assaut.
- LNR :3 avions identiques au TG-5 commandés par l'United States Navy pour évaluation.
- TG-33 : TG-5 modifié pour un pilote en position couchée.
- L-16. Produits après la guerre pour l'USAF.

## Utilisateurs
États-Unis
- USAF
- USN

## Appareils préservés

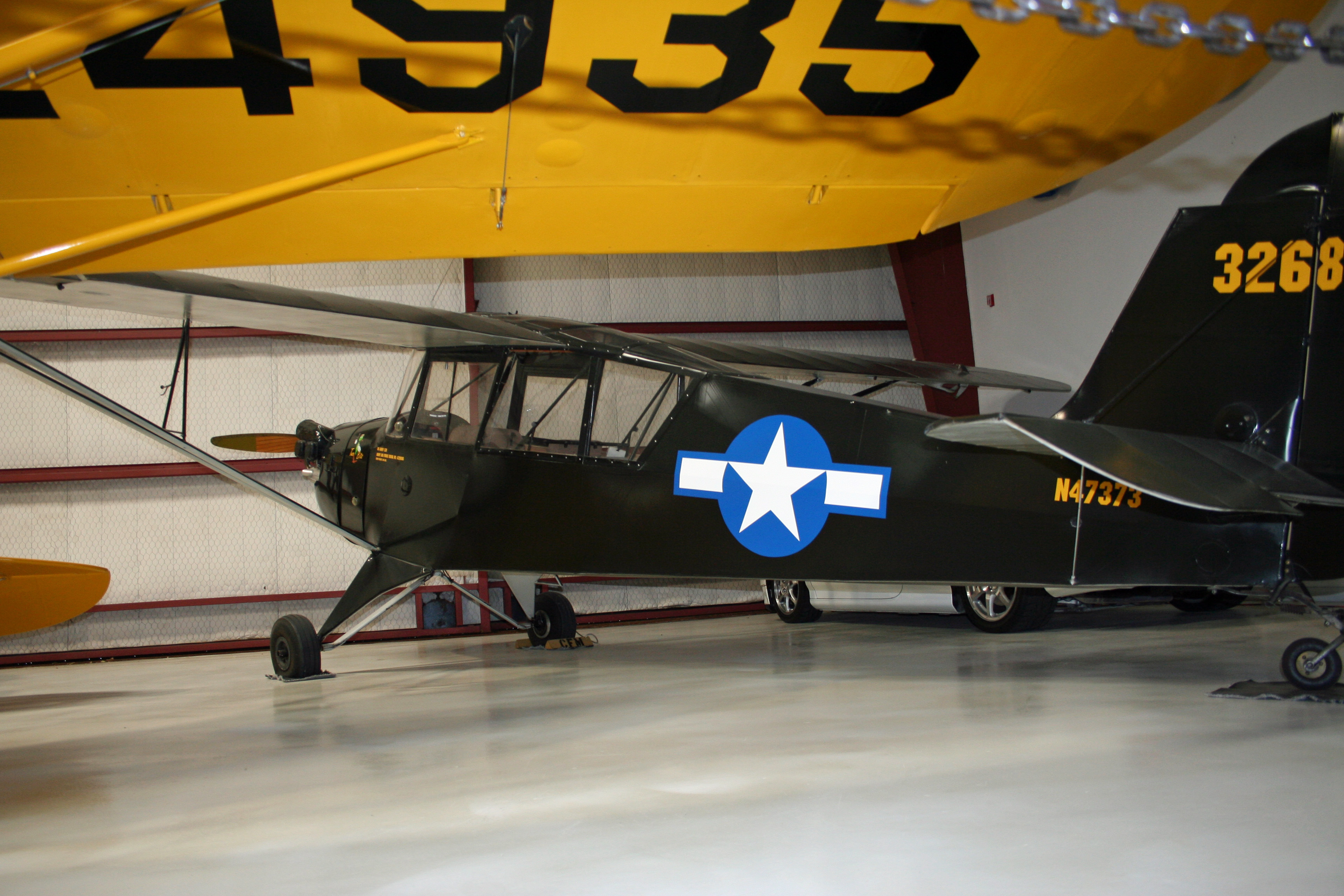
L-3 Grasshopper, Cavanaugh Flight Museum.

Cet appareil, moins connu en Europe que le Piper Cub, reste très populaire aux États-Unis. On le rencontre dans de nombreuses collections aéronautiques, parmi lesquelles :
- National Museum of the United States Air Force, Wright-Patterson AFB, près de Dayton, Ohio
- United States Army Aviation Museum, Fort Rucker, Alabama
- Kalamazoo Aviation History Museum (en), Kalamazoo, Michigan
- Cavanaugh Flight Museum (en), Addison (Texas)
- Port Townsend Aero Museum (en), Jefferson County International Airport (en), près de Port Townsend, État de Washington
- American Airpower Heritage Museum (en), Midland (Texas)
- Wings of Eagles Discovery Center, Elmira, New York
- Museum of Flight, Seattle (État de Washington)[2]

### Développement lié
- Aeronca 50 Chief

### Aéronefs comparables
- Taylorcraft L-2
- Piper L-4